# Acaenica diaperas
Acaenica diaperas là một loài bướm đêm trong họ Noctuidae.